# 250 kg minbomb m/37

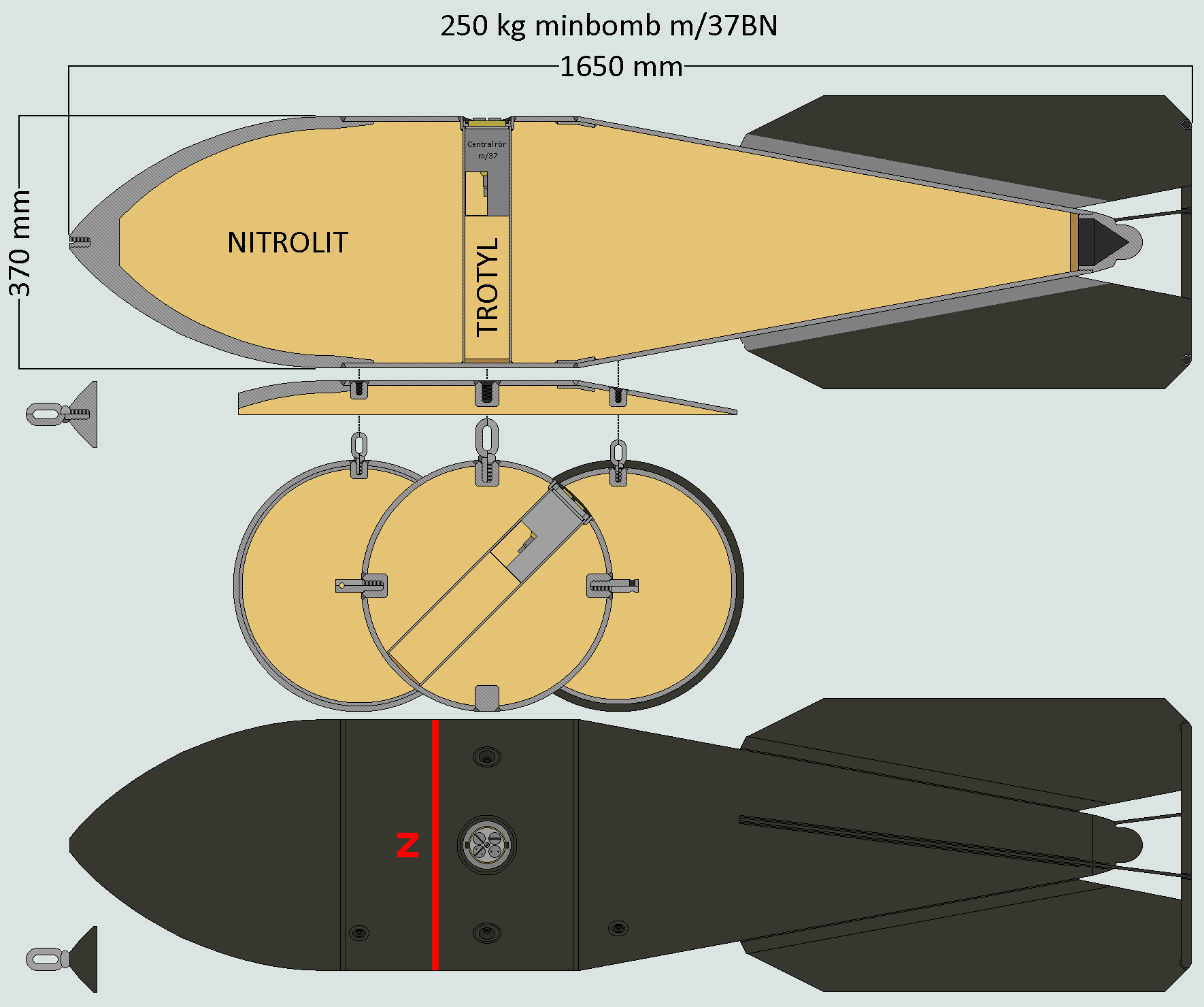
250 kg mb m/37BN ritning

250 kg minbomb m/37B, kort 250 kg mb m/37B, var en svensk flygbomb från sent 1930-tal som var utformad som en ren minbomb. Det vill säga att bombens verkan (skadan) ska göras av själva tryckvågen från explosionen och inte splittret från bombens hölje vid brisad. Den var försedd med ett centralrör (tändrör som sitter i mitten av ammunition) som gjorde att bomben han borra ner sig en bit i marken innan brisad. Centralröret kunde hade även ställas in med olika fördröjningstider som gjorde att bomben kunde slå sig in en bra bit i byggnader eller skepp innan brisad. 

## Historia
Bomben började sina dagar som en ide som ankom 1921 då Arméns flygväsende skulle anskaffa bombflygplanet Fiat B.R som kom att bli B 1. Man ville ha en 12 kilos sprängbomb, en 50- och 100 kilos minbomb, samt en 50- och 100 kilos brandbomb. Man ville inte importera någon bomb då transporter kunde bli omöjliga under ett potentiellt krig. 
På grund av svenska flygvapnets bildande 1926 tog projektet längre tid än planerat och det var inte förrän runt 1928 som projekteringen kom igång. Det började med att Bofors och det finlandssvenska företaget Tolfvan AB i Hellsingfors gjorde en serie bomber tillsammans kallade m/32 men dessa var inte tillfredsställande och 1932 fick Bofors en order om att göra en ny serie modernare bomber. Man ville ha samma typer av bomber denna gång igen men istället för en 100 kilos minbomb ville man istället ha en 250 kilos minbomb. Detta kom att bli 250 kg minbomb m/37.
250 kg minbomb m/37 var mycket modern och använde sig av ett centralrör istället för spetsrör som tidigare bomber. Fenorna var snedställda för att ge bomben rotation och därmed bättre precision. De fick snabbt beteckningen m/37B för att inte förväxlas med 50 kg minbomb m/37 på papper. 50 kg minbomb m/37 fick då ett motsvarande A. 
Bomben fastställdes 1937 och blev då den tyngsta bomben i det svenska flygvapnet. Bomben kom att se tjänst på en hel del olika flygplan inom det svenska flygvapnet men kom aldrig att fällas i strid. Den kom att ersättas som huvudbomb i 250 kilos kategorin av 250 kg minbomb m/40 1940 och kom att bli ännu mer irrelevant runt 1950 då 250 kg minbomb m/50 togs i bruk. Bomben exporterades aldrig och kom efter ca 20 år att tas ur bruk för gott. Dess sista officiella bärare var T 18B och denna togs ur tjänst 1957. Bomben kunde teoretiskt bäras av A 32 Lansen men nämns inte i någon manual för planet.

## Konstruktion
Bomben är av svetsad konstruktion och består av 4 huvuddelar. Spets, liv, stjärtkon och vingar.
Spetsen är gjuten och försedd med ett gängat hål för en ögla eller täppskruv. Öglan användes för lättare hantering av bomben.
Livet består att en stor stålcylinder med ca 8 mm tjocka väggar. På livet finns ytterligare fem gängade hål. Tre är till för bomböglor som används för upphängning av bomben medan resterande två är tappfästen för styrtappar. Styrtappar används då bomben ska fällas med bombgaffel då dessa kopplar bomben till gaffeln. I Livet finns även en motvikt motsvarande ett ögle- eller tappfäste.
Stjärtkonen består av en avsmalnande cylinder med något mindre tjocka väggar jämfört med livet. På stjärtkonen sitter även vingarna som då är snedställda. Vingarna stabiliseras av en ring av rörkonstruktion för att inte skadas lika lätt vid potentiell påfrestning.
Som tidigare nämnt hade bomben centralrör som då satt mellan väggarna i livet. Bomben kunde ta två typer av centralrör. Centralrör m/37 eller centralrör m/40. Funktionellt är tändrören desamma då de båda kan få bomben att brisera ögonblickligt vid anslag eller efter fördröjning. De skiljer sig enbart mekaniskt.

## Varianter
250 kg minbomb m/37B har fyra varianter. En tidig variant och en sen variant samt blinda för vardera. När andra världskriget började visade det sig att trotyl var för dyrt för att producera i den mängd som behövdes för bombtillverkning. För att lösa detta började man bygga bomber fyllda med nitrolit istället. För att särskilja dessa angav man T för trotyl, eller N för nitrolit efter beteckning utan särskrivning. Bortom beteckning skiljde sig bomberna mer markant i prestanda. Nitrolit var ca 10% lättare än trotyl men hade en längre explosionstid vilket gjorde explosionen något mindre. Dock så gjorde viktminskningen tillräckligt mycket nytta i och med bättre prestanda för bombflygplanen för att överväga den något svagare verkan.
Varianter i med full beteckning.
- 250 kg minbomb m/37BT – Denna variant var fylld med sprängämnet trotyl och vägde drygt 250 kilo med tändrör.
- 250 kg minbomb m/37AT blind– Denna variant var blind, och var menad för övning med att ladda flygplan med 250 kg minbomb m/37AT. Den var av samma konstruktion som grund bomben men hade barlast av betong istället för sprängämne. De var målade ljusgråa till skillnad från de skarpa bomberna som var mörkgrå.
- 250 kg minbomb m/37BN – Denna variant var fylld med sprängämnet nitrolit och vägde mycket mindre än 250 kg minbomb m/37BT.
- 250 kg minbomb m/37AN blind– Denna variant var blind, och var menad för övning med att ladda flygplan med 250 kg minbomb m/37AN. Den var av samma konstruktion som grund bomben men hade barlast av betong istället för sprängämne. De var målade ljusgråa till skillnad från de skarpa bomberna som var mörkgrå.

### Webbkällor
- Krigsmaterielproduktion vid Aktiebolaget Svenska Järnvägsverkstäderna i Linköping